# Арановская-Дубовис, Дебора Марковна
Дебора Марковна Арановская-Дубовис (известна тж. как Дубовис-Арановская, Арановская, Дубовис; 27 марта 1910, Кременчуг, Полтавская губерния — 2000) — советский и украинский психолог, последователь Выготского и представитель Харьковской школы психологии.

## Биография
Закончила Лохвицкий техникум советского строительства(1930), который был реорганизован в Кременчугский педагогический техникум (1931), а позже — Кременчугское педагогическое училище (1937). Работала преподавателем педагогики. В 1934—1936 гг. — аспирантка кафедры психологи Харьковского Педагогического института. Первая аспирантка А. В. Запорожца.

## Научный вклад
Начала научную деятельность в 1930 гг. в составе Харьковской группы психологов под руководством А. Н. Леонтьева и А. В. Запорожца. Исследовала генезис эстетического восприятия у детей и процессы понимания сказки дошкольниками.
В послевоенный период Арановская наряду с О. М. Концевой и Е. В. Гордон участвовала в цикле исследований, посвященных изучению развития логических форм мышления и памяти детей дошкольного и школьного возрастов. Арановская изучала формирование логического мышления младших школьников в процессе обучения их составлению плана прочитанного текста. На основании психолого-педагогических экспериментов установила последовательные стадии овладения детьми умением составлять план как определённым умственным действием. Определила условия эффективности обучения этому умению (организация внешних операций с текстом, словесное обозначение производимых действий и т. п.)

## Основные публикации
- Арановская, Д. М. Зависимость понимания ребёнком сказки от её композиции: Наукова сесія ХДПІ, т VI,— Харків, 1940.— 36 с.
- Арановская, Д. М. Зависимость понимания ребёнком сказки от её композиции. Канд. дисс. Харьков, 1945 — Арановская Д. М. Понимание сказки детьми дошкольного возраста в зависимости от её композиции: Канд дис.— М., 1955.—108 с — ???
- Арановская-Дубовис, Д. М. Понимание сказки дошкольником.— Дошкольное воспитание, 1955, № 10, с. 33—40.
- Дубовис-Арановская, Д. М. О некоторых условиях понимания структуры текста. Вопросы психологии, 1962, № 1.
- Дубовис Д. М. К вопросу о формировании дискурсивного понимания текста. Вестник Харьковского ун-та, 1968, № 30.
- Дубовис Д. М. О формировании умения работать с научным текстом. Вестник Харьковского ун-та, 1970, № 58, вып. 3.
- Дубовис, Д. М. К вопросу об интуитивном и дискурсивном понимании текста. Вопросы психологии, 1976, № 3.
- Дубовис, Д. М. & Хоменко, К. Е. (1985). Вопросы психологии художественного восприятия в трудах А. В. Запорожца Архивная копия от 11 марта 2007 на Wayback Machine (К 80-летию со дня рождения). Вопросы психологии, 1985, #5
- Арановская-Дубовис, Д. М., & Заика, Е. В. (1995). Идеи А. В. Запорожца о развитии личности дошкольника Архивная копия от 10 марта 2007 на Wayback Machine. Вопросы психологии, 1995. № 5. С. 87-99.
- Арановская-Дубовис Д. М., Заїка Е. В., Цопа Е. А. (2000). Роль казки в психічному розвитку дитини-дошкільника//Практична психологія та соціальна робота . 2000. № 3. С. 10-12